# Jöran Siggesson (Sparre)
Jöran Siggesson (Sparre), födelseår obekant, död sannolikt 1521, var en svensk storman. Han var son till Sigge Larsson (Sparre) och Kristina Månsdotter (Natt och Dag).
Jöran Siggesson ingick tillsammans med brodern Lars Siggesson (Sparre), blivande kung Gustav Eriksson (Vasa), Olof Ryning, Hemming Gadh och Bengt Nilsson (Färla) i den gisslan som 1518 lämnades till Kristian II av Danmark för att garantera dennes säkerhet inför det planerade mötet med Sten Sture den yngre i Österhaninge kyrka. Kristian II ställde dock in mötet och Jöran Siggesson och de övriga i gisslan tvingades följa med danska flottan . Den danska fångenskapen var tämligen mild och Kristian II erbjöd frihet mot samarbete. Olof Ryning och Jöran Siggesson valde samarbete och ställde sig på Kristian II:s sida i det uppblossande Gustav Vasas revolt mot danskarna. Sannolikt dog de båda 1521 i en skärmytsling vid Kolsundet i Mälaren på väg från Västerås till Stockholm.
Jöran Siggessons sätesgård var det möderneärvda Stora Sundby i Södermanlands län.